# Ermita de la Virgen de la Corona
La ermita de La Virgen de la Corona está situada en municipio de Almudévar, provincia de Huesca (Aragón, España) en el cerro del Castillo. Ante la fachada hay una terraza delimitada por una barbacana en la que está la Cruz de la Corona fechada en 1817.

## Historia
La primitiva iglesia parroquial se construyó entre 1184 y 1231. En 1560 fue modificada y hacia 1750, con el traslado de la parroquia a una nueva iglesia, sufrió una nueva reforma que la dejó tal como ahora la vemos.

## Descripción
Esta ermita de una nave está dividida en cuatro tramos y capilla mayor. Los tramos están cubiertos con bóvedas de terceletes y combados, apoyadas en arcos apuntados, algunos de ellos, como los de las capillas del lado del evangelio muestran decoración de casetones. 
La capilla mayor está cubierta con cúpula de lunetos, de vanos de arcos rebajados, apoyada en pechinas con decoración barroca de yesería de la segunda mitad del siglo XVIII. Tiene coro en alto, a los pies, y sirve para delimitar un atrio que está separado de la nave por una verja de piedra, hierro y madera que lleva fecha de 1762.
Al exterior, en el muro de los pies, se levantó a mediados del siglo XVIII una fachada de ladrillo, su entrada es sencilla, de arco de medio punto entre pilastras lisas con sencillo remate, no hay entablamento, la hornacina y su imagen se apoyan en una repisa y están enmarcadas en una moldura de trazo mixtilíneo. En el remate de la fachada está la espadaña de vano de arco de medio punto, y en los extremos dos pináculos de concepción barroca.
En su interior, una serie de retablos reflejan varios estilos, destaca el retablo Mayor, del siglo XVII, obra neoclásica de madera tallada y dorada.
El órgano de la Virgen de la Corona de Almudévar pertenece a la escuela clásica de la organería aragonesa. El teclado es de madera de boj y de octava corta.